# Kilij

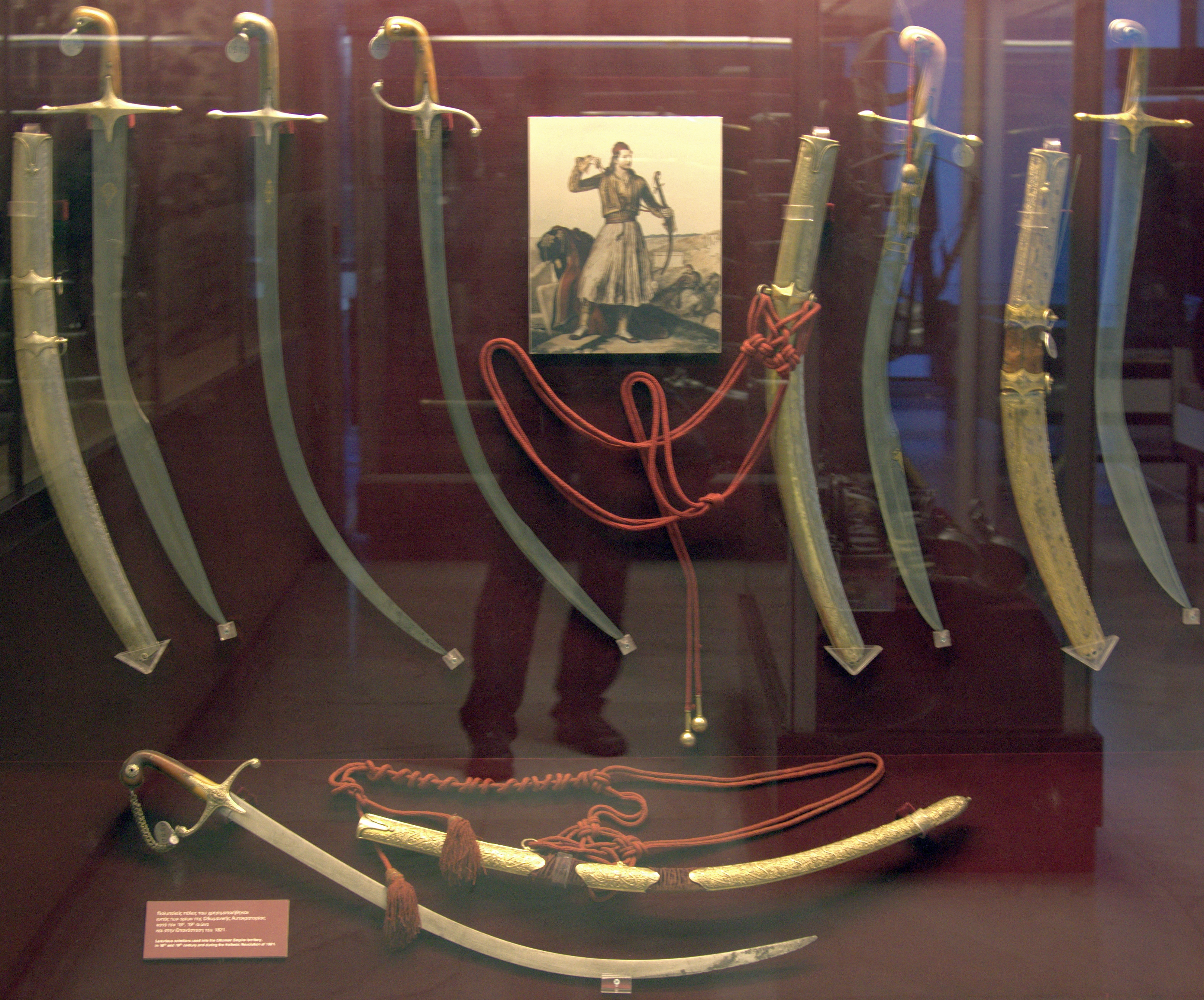
Diversos kilij del Museu de la Guerra d'Independència grega (Atenes, Grècia)

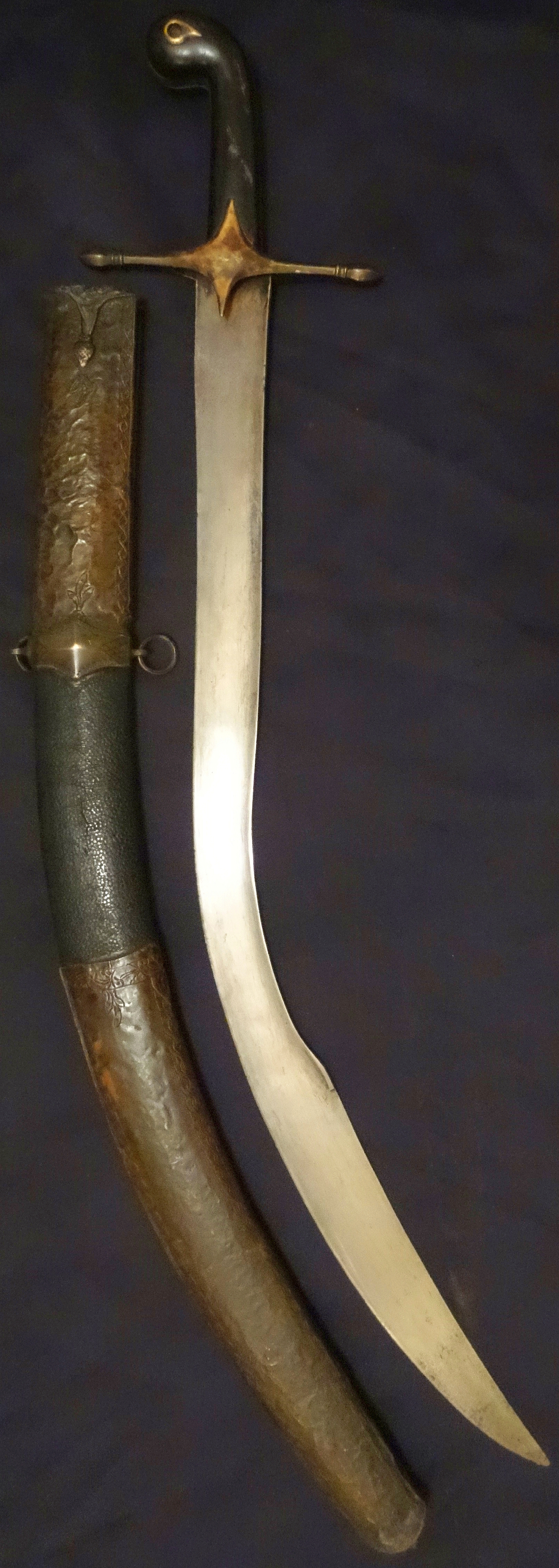
Kilij otomà del, aquest tipus aquest tipus de fulla curta i ampla és conegut com a "pala". Longitud de la fulla: 27 polzades. Longitud total: 33 polzades.

Kilij (del turc kılıç, literalment, «espasa») és un tipus de sabre d'una sola mà i moderadament corbat utilitzat pels turcs i altres cultures relacionades a través de la història des de finals del període Hsiung-nu fins a l'època de l'Imperi Avar i el Kanat Turc, l'Imperi Búlgar, el Kanat Uigur, l'Imperi Seljúcida, l'Imperi Timúrid, el Soldanat Mameluc del Caire, l'Imperi Otomà i els posteriors kanats turcs de l'Àsia central i les estepes eurasiàtiques. Aquestes espases van evolucionar a partir de sabres turco-mongols que s'havien utilitzat en totes les terres envaïdes i/o influïdes pels pobles turcs.

## Història

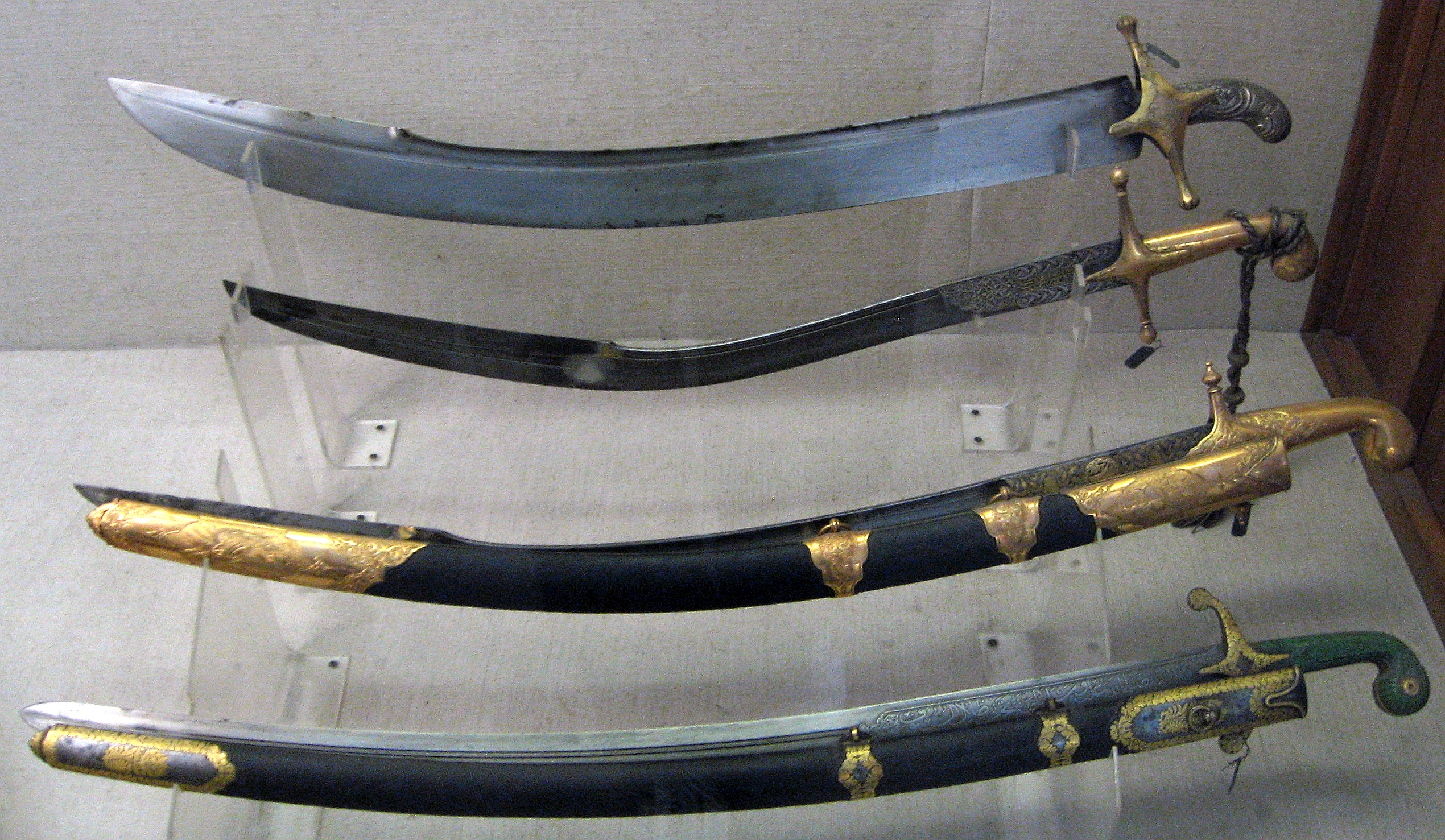
L'espasa superior sembla una peça de desfilada exagerada o una espasa de botxí, la segona és un kilij típic més tardà, el tercer té les característiques d'un kilij més primerenc i el de més a baix té una fulla possiblement d'estil europeu més tardana. Armeria Imperial Topkapi d'Istanbul

### Etimologia
El verb d'arrel turca "kır-" significa "per matar" amb el sufix "-inç" vol dir "kır-ınç" (instrument per matar) esdevé kılınç, llavors kılıç.
El kilij va esdevenir un símbol de poder i reialesa. Per exemple, els governants els governants seljúcides van portar el nom Kilij Arslan (kılıç-arslan) que significa "espasa-lleó".

### Orígens
Els turcs de l'Àsia central i el seus avantpassats començaren a utilitzar espases de cavalleria corbes a partir del final del període Hsiung-Nu. Els primers exemples d'espases turques corbades, d'un sol fil, es poden trobar associades als imperis tardans Hsiung-nu i als turcs orientals. Aquestes espases estaven fetes de d'acer damasquinat amb un alt contingut de carboni. En aquest període es va introduir un fil posterior esmolat al terç final de la fulla conegut com a "yalman" o "yelman".

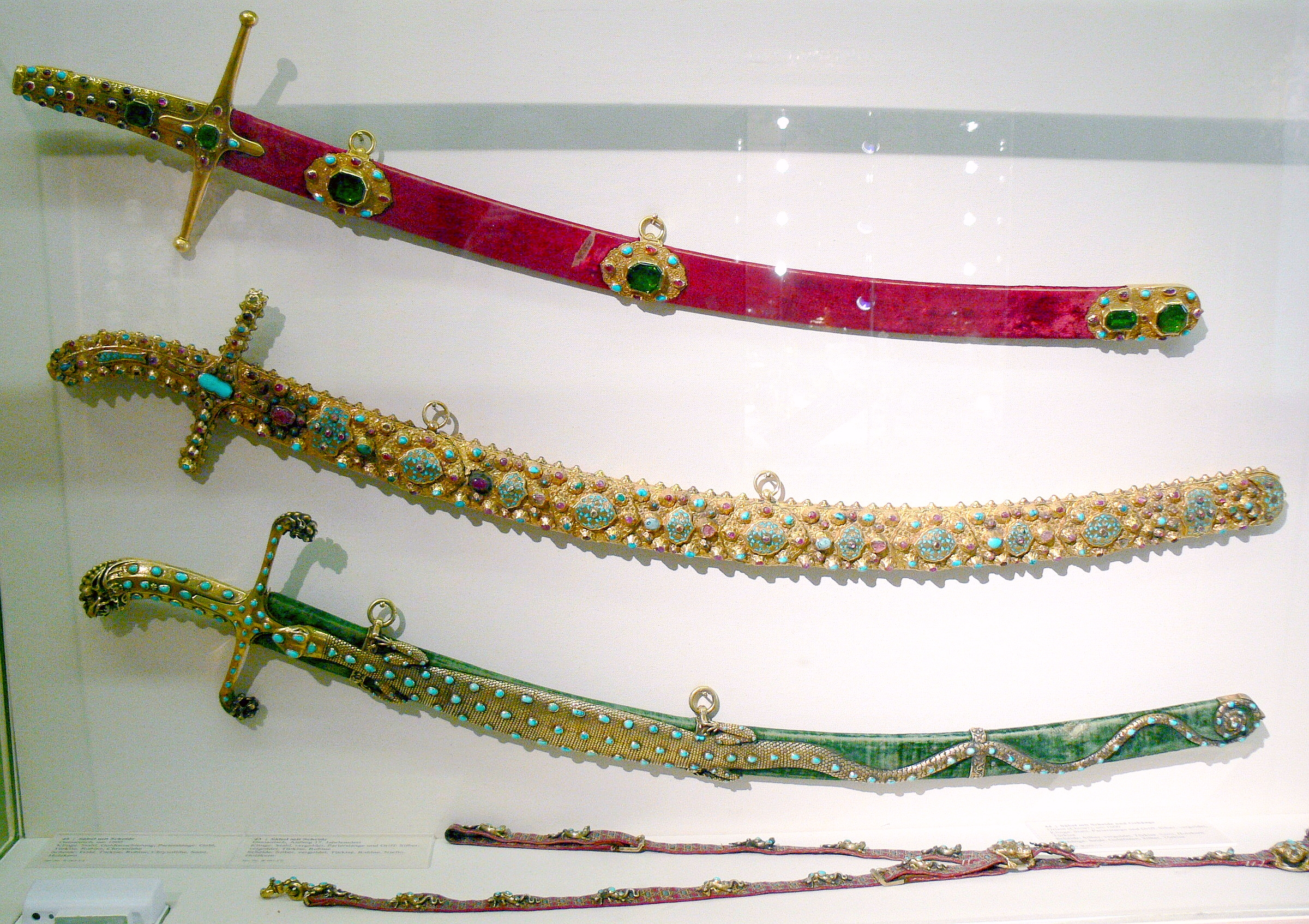
Viena, Tresor de l'Orde Alemany. Sabres otomans (segle XVII)

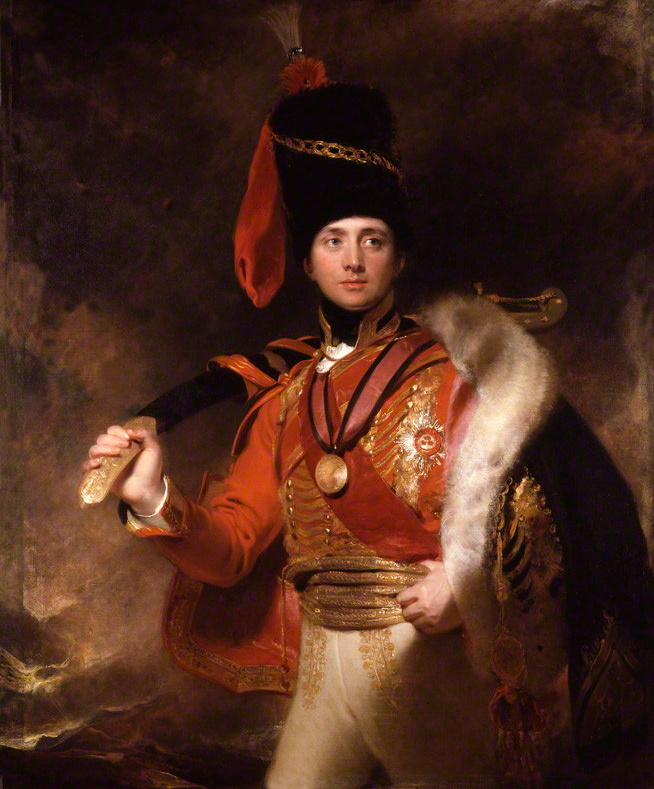
Un general d'húsars britànic amb un kilij de fabricació turca (1812).

A principis de l'Edat Mitja, el poble turc de l'Àsia central es va posar en contacte amb les civilitzacions de l'Orient Mitjà a través de la seva fe islàmica compartida. Els soldats-esclaus ghulam que servien als Omeies i als Califats Abbàsides van introduir els sabres tipus "kilij" a totes les altres cultures de l'Orient Mitjà. Anteriorment, els àrabs i els perses utilitzaven espases de punta recta com els primers tipus de saif àrabs, takoba i kaskara.
Durant la islamització dels turcs, el kilij esdevingué més i més popular en els exèrcits islàmics. Quan l'Imperi Seljúcida va envair Pèrsia i es va convertir en el primer poder polític turc i muslumà a Àsia Occidental, el kilij esdevingué la forma d'espasa dominant. El shamshir iranià va ser creat durant el període seljúcida d'Iràn.
Després de la invasió d'Anatòlia, aquest tipus d'espasa va ser transportat per tribus turcomanes a la futura seu de l'Imperi Otomà. Durant les croades, els turcs d'Anatòlia van ser el primer blanc atacat pels exèrcits europeus, i les seves espases corbes eren mal anomenades pels europeus "simitarres sarraïnes", el nom genéric per totes les armes "orientals".

### Evolució del kilij otomà
El Kilij, com a tipus específic de sabre associat als turcs otomans i els mamelucs d'Egipte, ja era reconeixible a finals del segle xv. Els exemplars més antics tenen una fulla llarga, curvada lleugera a la meitat més próxima i més pronunciada en la meitat llunyana. L'amplada de la fulla es estreta (lleugerament cònica) fins a l'últim 30% de la seva longitud, punt on es fa més ampla. Aquesta punta característica s'anomena "yalman" (contrafil) i augmenta considerablement el poder de tall de l'espasa. Els sabres otomans dels propers dos segles són sovint de la varietat Selchuk, tot i que també s'hi troben kilij clàssics; les fulles iranianes (que no tenien el yalman) sovint es troben amb guarnicions otomanes. Aquestes guarnicions normalment tenien una creu de llautó o de plata, i el final del mànec era lleugerament arrodonit, generalment fet de banya, a diferència de les espases iranianes, que solien tenir protectors de ferro i el mànec en forma de ganxo, sovint amb revestiment de metall. Estaven fetes amb el millor damasquinat i d'acer wootz. En el període clàssic de l'Imperi Otomà, Bursa, Damasc i les regions de Derbent es van convertir en els centres d'espases de guerra més famosos de l'imperi. Les fulles turques es van convertir en un important article d'exportació a Europa i Àsia.
A finals del segle xviii, tot i que els shamshirs continuaven sent utilitzats, el kilij va experimentar una evolució: la fulla es va escurçar, es va tornar molt més corbada, i va més àmplia amb un yalman encara més profund. A més de la punta plana, aquestes fulles tenen una secció transversal "en forma de T" a la part posterior de la fulla. Això va permetre una major rigidesa de la fulla sense un augment de pes. A causa de la forma de la punta i la naturalesa de la seva curvatura, el kilij es podria utilitzar per a estocar, en això tenia un avantatge sobre el shamshir, la curvatura extrema del qual no ho permetia. Alguns d'aquests kilij més curts també són anomenats pala, però no sembla que hi hagi una distinció clara en la nomenclatura.
Després de l'Afortunat Incident, l'exèrcit turc va ser modernitzat seguint la moda europea i els kilijs van ser abandonats per sabres de cavalleria de tipus occidental (els quals havien evolucionat des del propi kilij) i espasins. Aquest canvi, i la introducció d'acers industrials europeus al mercat otomà, van crear un gran descens en l'espasa tradicional. Els civils de províncies i les milícies rurals (els zeybeks a Anatòlia occidental, els baxi bozuq a les províncies balcàniques) van continuar portant kilijs a mà com a part del seu vestit tradicional. A finals del segle xix, els guàrdies palestins del Sultà Abdulhamid II, la Brigada Ertuğrul (que estava formada per turcomans nòmades d'Anatolia), van portar els kilij tradicionals com un renaixement romàntic-nacionalista dels primers incursors a cavall turcs. Aquest sentiment va continuar després del destronament del sultà pels nacionalistes Joves Turcs. El sabre de vestimenta per a oficials d'alt rang de principis del segle XX fou una barreja del kilij tradicional, l'espasa mameluca i el sabre de cavalleria europeu.

### Adopció pels exèrcits occidentals
Després de la invasió otomana dels Balcans, els exèrcits europeus van ser van conéixer el kilij, encara que als grecs, russos, ucraïnesos, polonesos, eslaus i hongaresos no els era desconegut aquest tipus d'espases arràn de les seves primeres trobades amb nòmades turcs com búlgars, khàzars, petxenegs, cumans i tàrtars. El Kilij es va popularitzar per primera vegada entre els pobles balcànics i els húsars hongaresos després del segle xv, prenent el nom de szabla (d'on prové l'actual "sabre"). Al voltant de 1670, es va desenvolupar la karabela (de la paraula turca karabela: mal negre), basada en els kilij dels geníssers; que va esdeveniir en l'espasa més popular de l'exèrcit polonès. Durant els segles xvii i XVIII, els sabres corbats evolucionats del kilij turc es van estendre a tot Europa.
La dominació otomana va assegurar l'ús de l'espasa per altres nacions, especialment els mamelucs a Egipte. Durant les guerres napoleòniques, la conquesta francesa d'Egipte va posar aquestes belles i funcionals espases atragueren l'atenció dels europeus. Aquest tipus de sabre es va fer molt popular per als oficials de cavalleria lleugera, tant a França com a Gran Bretanya, i es va convertir en una espasa de moda per als oficials superiors. El 1831, el "Mamaluke" (Espasa mameluca), com es va anomenar aquesta espasa, es va convertir en un model regulat per als alts comandaments britànics (el model 1831, encara avui resta en ús). La victòria nord-americana sobre les forces rebels a la ciutadella de Trípoli en 1805 durant la Primera Guerra de Trípoli va implicar la presentació d'exemplars enjoiats als oficials superiors dels marines nord-americans. Els oficials del Cos de Marina dels EUA encara utilitzen una espasa mameluca de vestir. Encara que alguns occidentals havien utilitzat sabres turcs autèntics, la majoria de espases mameluques foren fabricades a Europa; les guarnicions eren molt semblants en forma al prototip otomà, però les seves fulles, fins i tot quan s'incorporà un yelman expandit, tendien a ser més llargues, més estretes i menys corbes que les de l'autèntic kilij.

## Terminologia

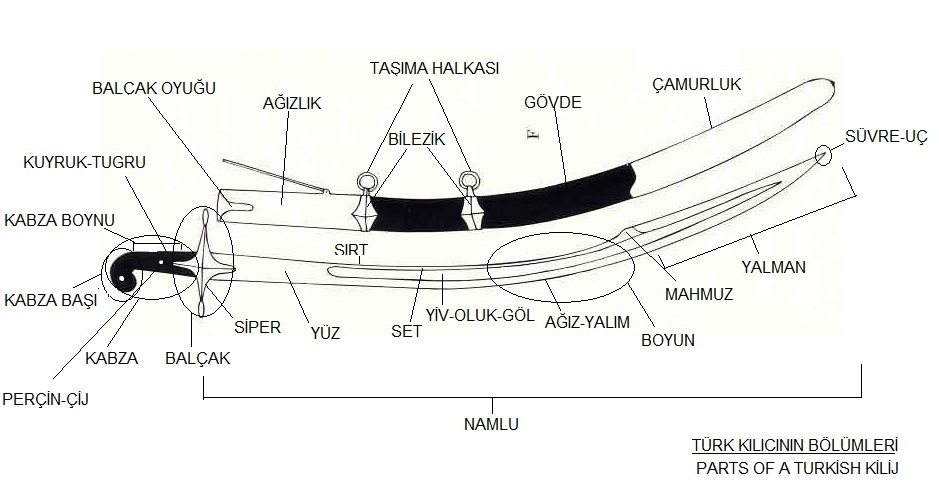
Terminologia i noms de les parts d'un kilij turc clàssic

La llengua turca té nombrosa terminologia per descriure espases, espaseria, i parts i tipus de espases. A sota hi ha un llistat amb alguns noms de les parts principals d'un kilij i de la seva beina per ordre del terme, traducció literal de la paraula turca, i el seu equivalent en català.
| Terme           | Traducció literal                         | Equivalent en Terminologia d'Espasa anglesa - Significant                    |
| --------------- | ----------------------------------------- | ---------------------------------------------------------------------------- |
| Taban           | Base                                      | Peça bàsica de metall que és el cos central del kilij, inclou espiga i fulla |
| Namlu           | Tonell                                    | Fulla                                                                        |
| Kabza           | Guarnició                                 | Guarnició                                                                    |
| Balçak          | Guàrdia                                   |                                                                              |
| Siperlik        | Coberta                                   | Creu                                                                         |
| Kuyruk O Tugru  | Cua                                       | Espiga                                                                       |
| Kulp O Boyun    | "Agafador" o Coll (del Mànec)             | Mànec                                                                        |
| Kabza başı      | Cap del mànec                             | Pom                                                                          |
| Perçin O Çij    | Rivet                                     | Rebladura                                                                    |
| Unğız o Yalım   | Boca                                      | Fil                                                                          |
| Sırt            | Enrere                                    | Llom de la fulla                                                             |
| Yiv, Oluk o Göl | Xamfrà, Solc o Llac                       | Pla de la fulla                                                              |
| Set             | Banc                                      | Cresta                                                                       |
| Namlu boynu     | Coll de la fulla                          | Secció estreta central de la fulla                                           |
| Yalman          | Secció de doble fil del final de la fulla |                                                                              |
| Mahmuz          | Esperó                                    | Esperó                                                                       |
| Namlu yüzü      | Cara de la fulla                          | Terç fort de la fulla                                                        |
| Süvre O Uç      | Punt o Punta                              | Punta de la fulla                                                            |
| Kın             | Beina                                     | Beina                                                                        |
| Unğızlık        | Boca de la beina                          | Collaret de la beina                                                         |
| Çamurluk        | Para-xocs                                 | Límit o fre de la beina                                                      |
| Balçak oyuğu    | Cavitat de guàrdia                        | Secció del collaret on encaixa la guarnició                                  |
| Bilezik         | Polsera                                   |                                                                              |
| Taşıma halkası  | Anell portant                             | Anell de suspensió de la beina                                               |
| Gövde           | Cos                                       | Part principal de la beina                                                   |

## En la cultura popular
- El kilij va ser presentat en un episodi de Deadliest Warrior, on Vlad l'Empalador va combatre Sunzi. El dany causat per l'espasa va ser comparada al de una jian, i va ser votat pels comentaristes de l'espectacle l'espasa d'una mà més destructiva del tot el programa.
- A Assassin's Creed: Revelations, Yusuf Tazim porta un Kilij turc (incorrectament anomenat 'Kijil' al joc) com a arma personal.
- El Kilij és un de les armes de tipus d'espasa corba a FromSoftware al video joc Demon's Souls.
- A la cinquena temporada de l'adaptació televisiva de Joc de Trons, la cavalleria de Dorne és mostra utilitzant espases semblant a un kilij com a arma de mà al costat de la ubicua llança.